# Phaethon lepturus

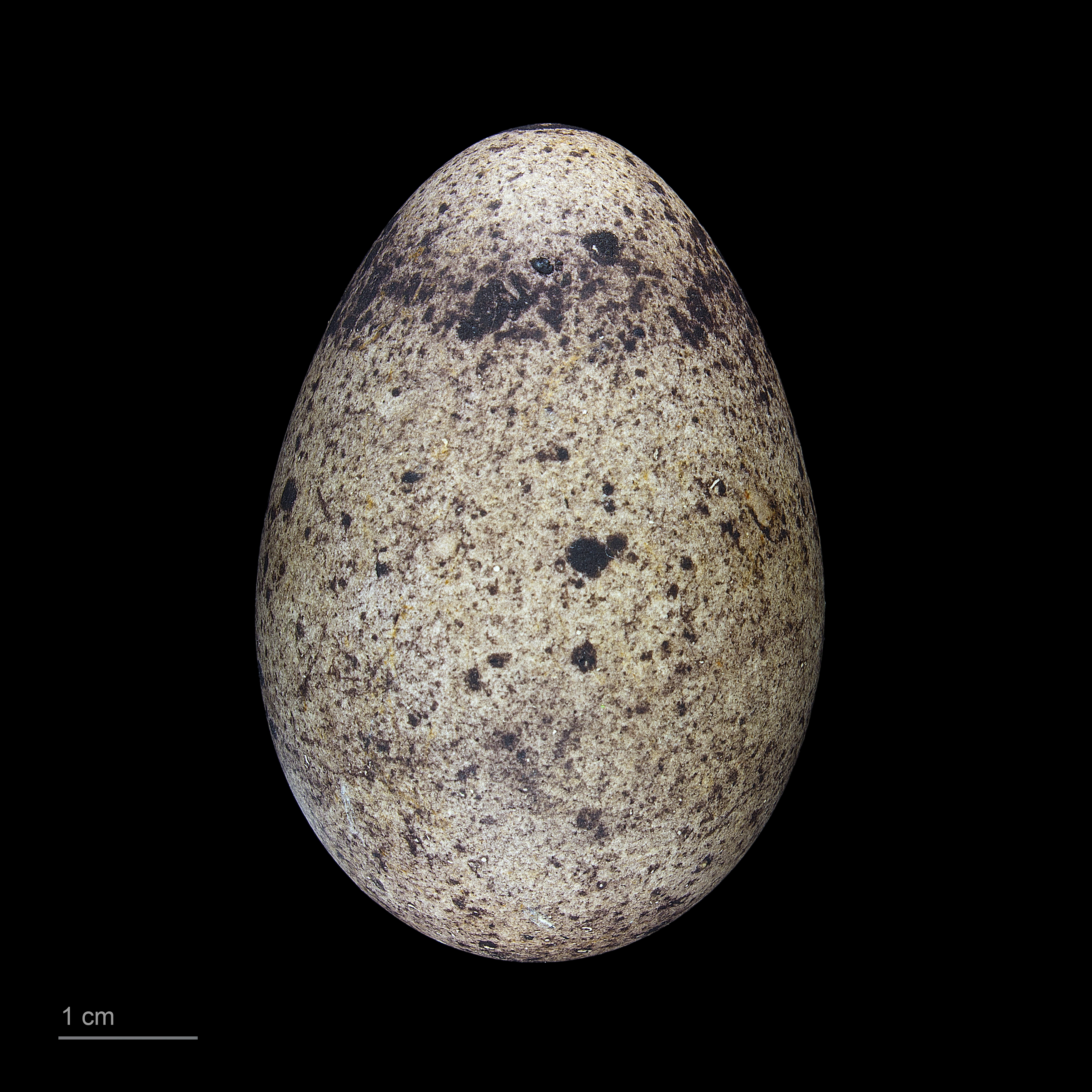
Phaethon lepturus – MHNT

El rabijunco común o ave del trópico de cola blanca (Phaethon lepturus) es una especie de ave fetontiforme, oceánica tropical, adaptada para largas travesías. Anida en lugares aislados esparcidos en islas tropicales del mundo. En Cuba se conoce también como contramaestre.

## Descripción
Mide cerca de 41 cm, sin contar las plumas extremas de la cola, con ellas llega hasta 81 cm. Envergadura de alas hasta 94 cm. Macho y hembra son similares. Tienen el cuerpo aerodinámico, se parecen a las gaviotas pero con un par de plumas largas blancas en la cola. El color dominante es blanco. Tiene una franja negra a la altura del ojo y dorsalmente en el ala extendida se le ve la punta negra y hacia la porción basal una franja diagonal gruesa negra. El pico es anaranjado. El inmaduro tiene en el dorso un barrado negro denso y el pico amarillo, careciendo de las plumas largas en la cola.
Pueden verse solos o en parejas haciendo vuelos acrobáticos de exhibición sobre el área de nidificación. Promedian unos 16 años de vida. Se aparean a partir de los cuatro años de edad. Se alimentan zambulléndose desde alto y buceando en el mar para pescar peces, calamares y crustáceos.

## Nido
Anidan en primavera y principios de verano, en acantilados y cuevas cercanos al mar. La puesta es de un solo huevo de color algo rosado con gruesas manchas pardas. Incuban ambos sexos durante 40 a 42 días.

## Subespecies
Se conocen seis subespecies de Phaethon lepturus:
- Phaethon lepturus lepturus – Islas del Océano Índico

- Phaethon lepturus fulvus – Islas Christmas (Océano Índico)

- Phaethon lepturus europae – Isla Europa (s Canal de Mozambique)

- Phaethon lepturus catesbyi – Islas Breeds (Océano Atlántico tropical)

- Phaethon lepturus dorotheae – Islas del oeste del Océano Pacífico tropical (Hawái a Nueva Caledonia)

- Phaethon lepturus ascensionis – Islas Fernando de Noronha y Ascension